# Métal pauvre
En chimie, un métal pauvre, parfois appelé métal de post-transition ou métal post-transitionnel, est un élément chimique métallique situé, dans le tableau périodique, entre les métaux de transition à leur gauche et les métalloïdes à leur droite. Le terme métal pauvre est assez peu employé, et en concurrence avec diverses autres appellations, également peu employées, recouvrant des notions apparentées, par exemple métal du bloc p ; il rend compte du fait que les propriétés métalliques de ces éléments sont les moins marquées de l'ensemble des métaux. Il est employé ici à défaut d'une terminologie validée par l'IUPAC pour désigner collectivement les éléments de cette nature.
Il s'agit de métaux mous ou fragiles et à la résistance mécanique médiocre, avec un point de fusion inférieur à celui des métaux de transition. Leur structure cristalline présente un caractère covalent plus marqué et des structures plus complexes que les autres éléments métalliques, avec un nombre plus réduit de liaisons par atome. Leur chimie est marquée, à des degrés divers, par une tendance à former des liaisons covalentes, un caractère amphotère acide/basique, et la formation d'espèces anioniques telles que les aluminates, les stannates et les bismuthates (en), respectivement par l'aluminium, l'étain et le bismuth. Ils peuvent également former des phases de Zintl (en) avec un métal vrai (métal alcalin ou métal alcalino-terreux), comme les composés intermétalliques NaTl et Na2Tl.

## Éléments appartenant à cette famille d'éléments chimiques
Parmi les métaux pauvres, on range généralement le gallium 31Ga, l'indium 49In, l'étain 50Sn, le thallium 81Tl, le plomb 82Pb et le bismuth 83Bi. L'aluminium 13Al peut être vu comme un métalloïde, sinon il est rangé parmi les métaux pauvres. La chimie du polonium 84Po est globalement semblable à celle du tellure, qui est un métalloïde, mais ses propriétés physiques — hormis sa radioactivité — peuvent l'apparenter davantage aux métaux pauvres. Sur le flanc gauche, la définition IUPAC des éléments de transition conduit à inclure tout ou partie des éléments du 12e groupe — zinc 30Zn, cadmium 48Cd, mercure 80Hg et copernicium 112Cn — parmi les métaux pauvres. Les manuels et de très nombreux ouvrages incluent cependant ces éléments dans les métaux de transition, ce qui permet d'assimiler ces derniers aux éléments du bloc d, lanthanides et actinides étant traités à part. D'un point de vue conceptuel, si le zinc et le cadmium sont exclus sans ambiguïté des métaux de transition par la définition de l'IUPAC, les cas du mercure et du copernicium peuvent être discutés :
- Un composé du mercure — le fluorure de mercure(IV) HgF4 — dans lequel ce dernier serait à l'état d'oxydation +4 aurait été observé dans des conditions expérimentales très particulières. Dans la mesure où il met en jeu des électrons de la sous-couche 5d, il pourrait faire de cet élément un métal de transition. Il s'agit cependant d'une observation isolée et incertaine, la chimie du mercure restant par ailleurs celle d'un métal pauvre.
- Le copernicium serait en revanche probablement un métal de transition, en raison d'effets relativistes stabilisant les orbitales 7s au détriment des orbitales 6d : l'ion Cn2+ aurait ainsi une configuration [Rn] 5f14 6d8 7s2, avec par conséquent une sous-couche 6d incomplète. En solution aqueuse, il serait à l'état d'oxydation +2, voire +4.

Sur la 7e période, le flérovium est le seul élément à avoir été caractérisé comme métal pauvre,, bien qu'il ait initialement été identifié comme ayant des propriétés de gaz noble ; sa nature chimique demeure par conséquent indéterminée. Il est possible que d'autres éléments du bloc p de cette période soient des métaux pauvres, mais leurs propriétés chimiques n'ont pas été suffisamment étudiées pour les identifier.
D'une manière générale, le positionnement d'un élément dans une famille est parfois rendu délicat en raison de l'existence d'allotropes aux propriétés différentes. C'est par exemple le cas de l'étain : il existe d'une part sous une phase α grise de structure cubique de type diamant, stable aux basses températures, aux propriétés métalloïdes proches d'un non-métal, et, d'autre part, une phase β blanche de structure tétragonale, dont les propriétés sont celles d'un métal pauvre ; cette phase étant stable à température ambiante, l'étain est généralement considéré comme un métal pauvre.

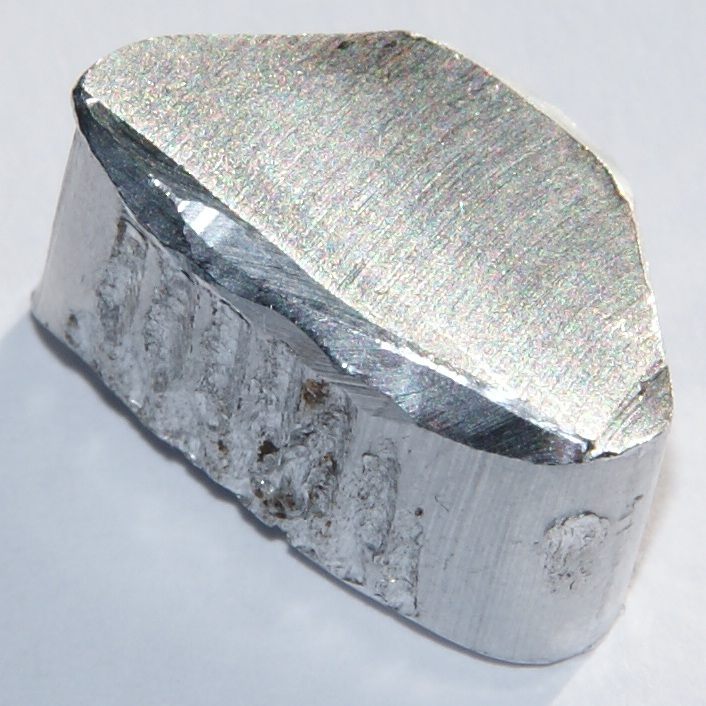
Aluminium 13Al.
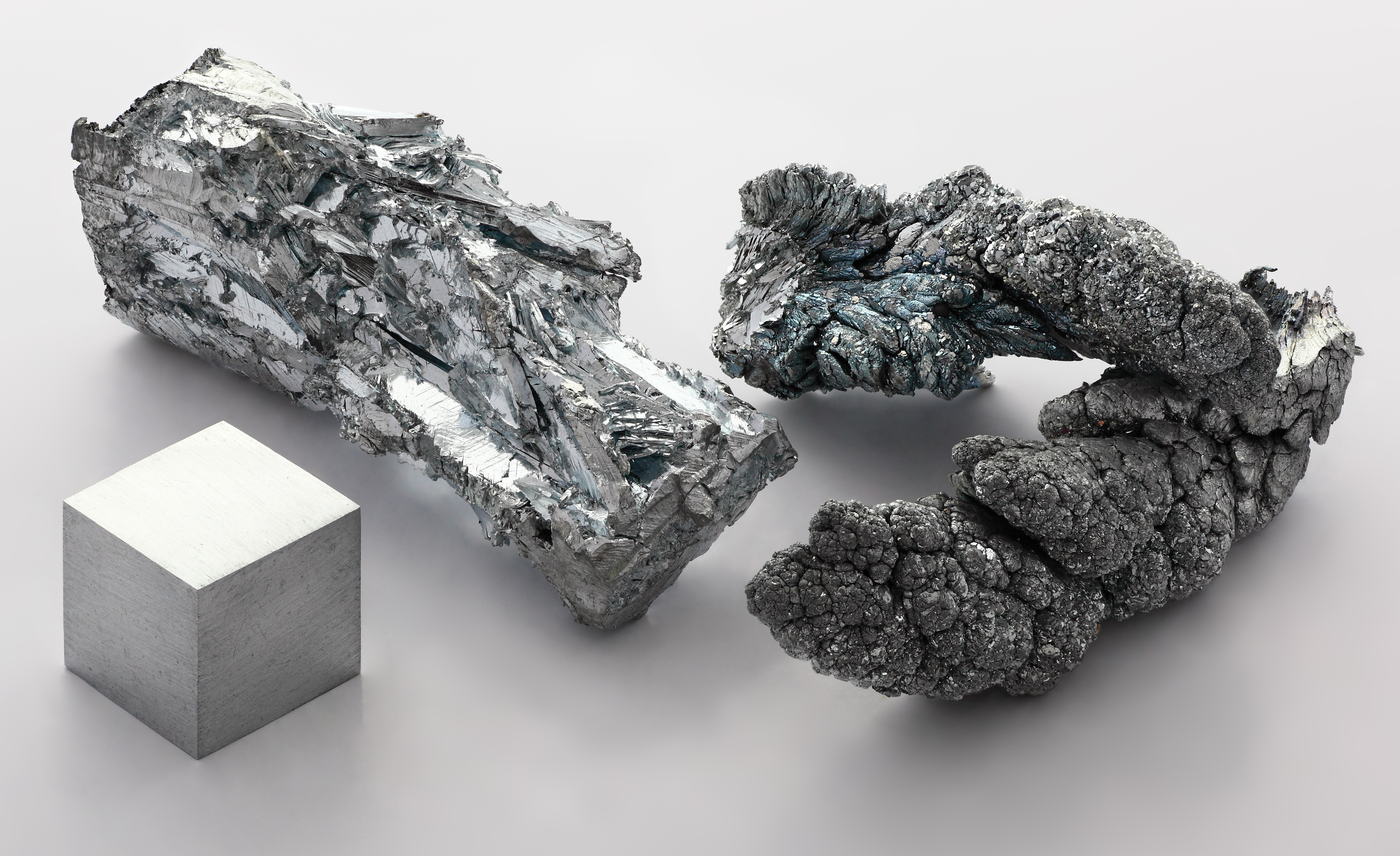
Zinc 30Zn.
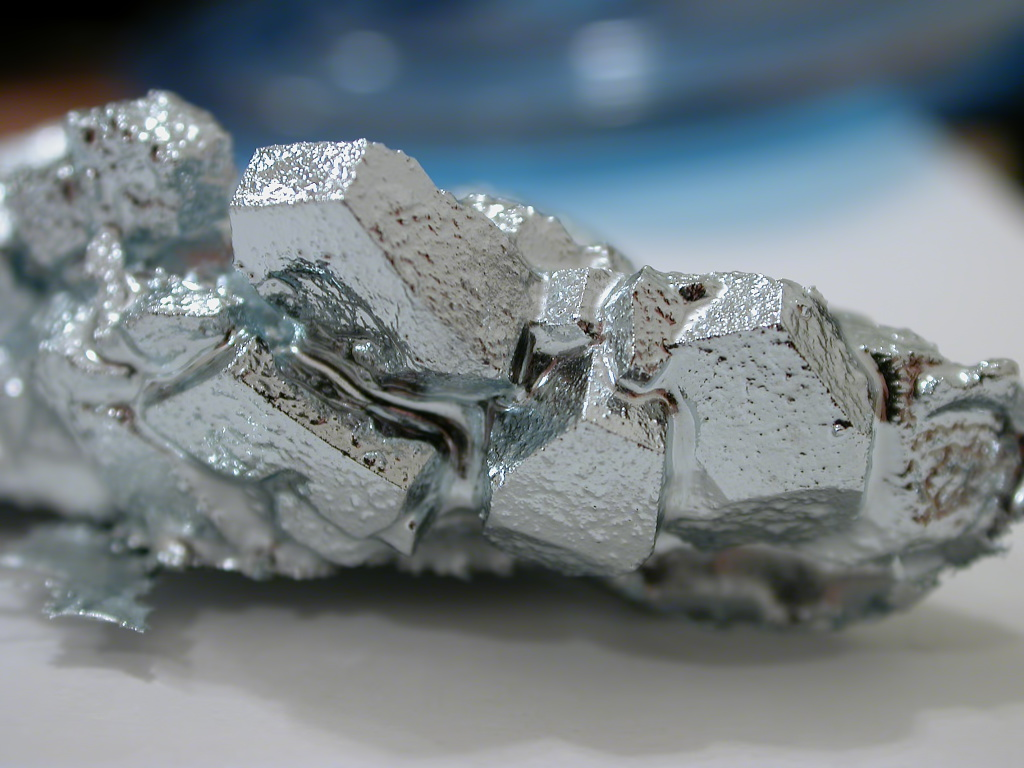
Gallium 31Ga.
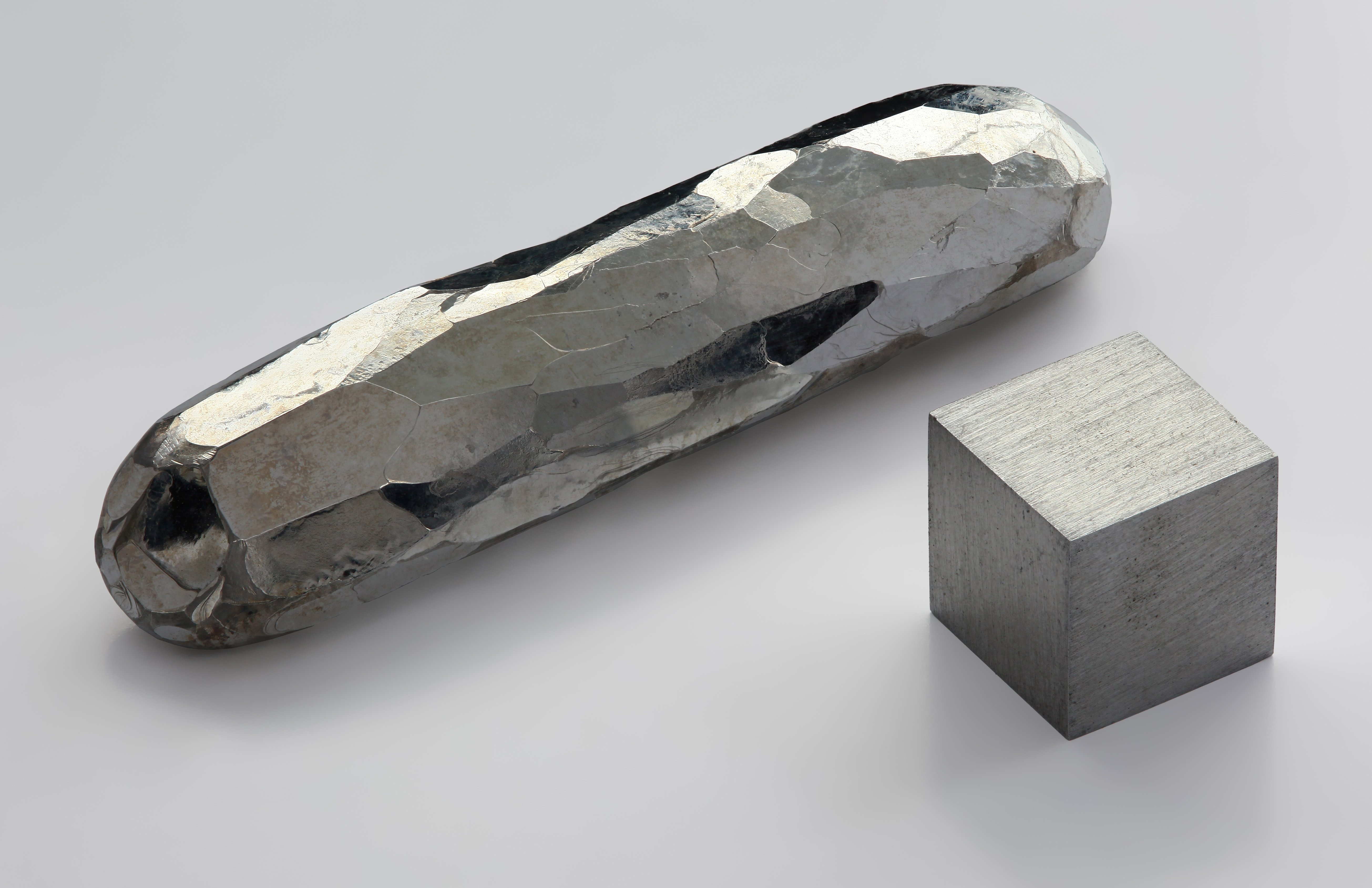
Cadmium 48Cd.
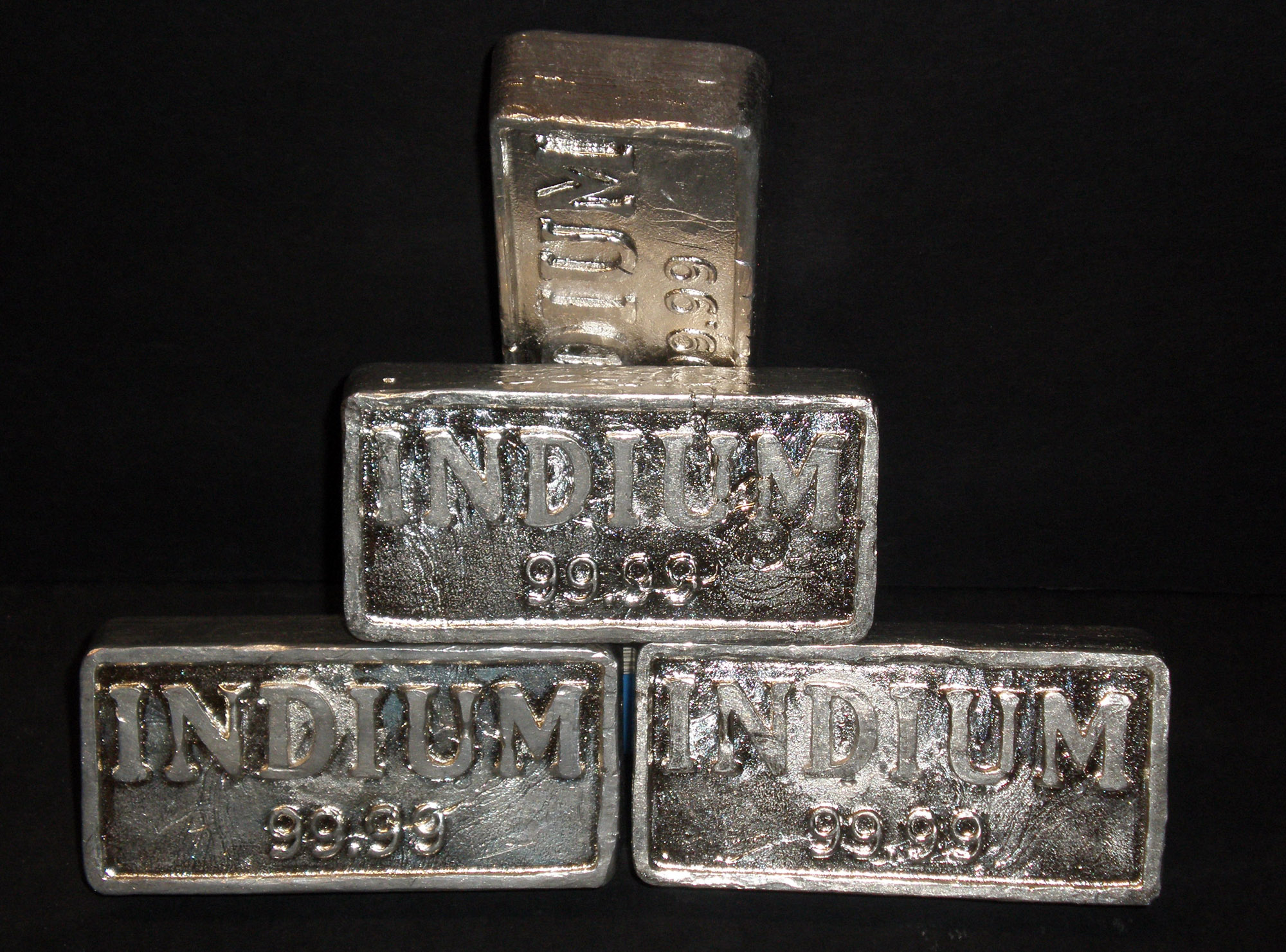
Indium 49In.
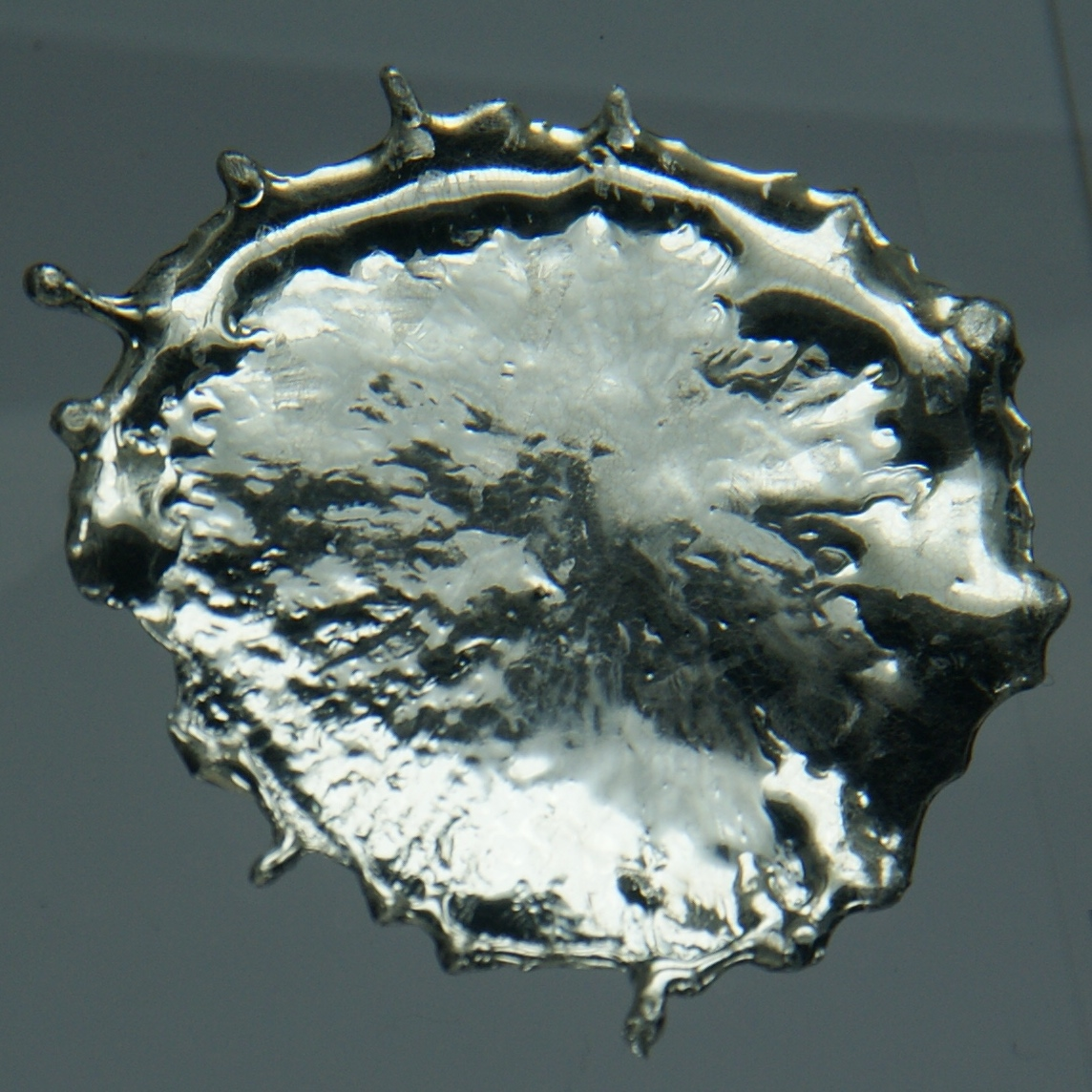
Étain 50Sn.
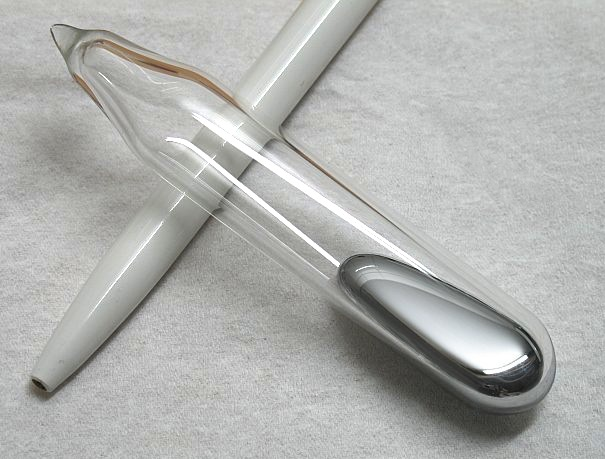
Mercure 80Hg.
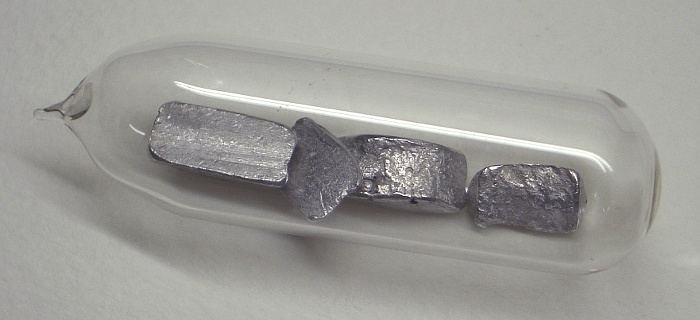
Thallium 81Tl.
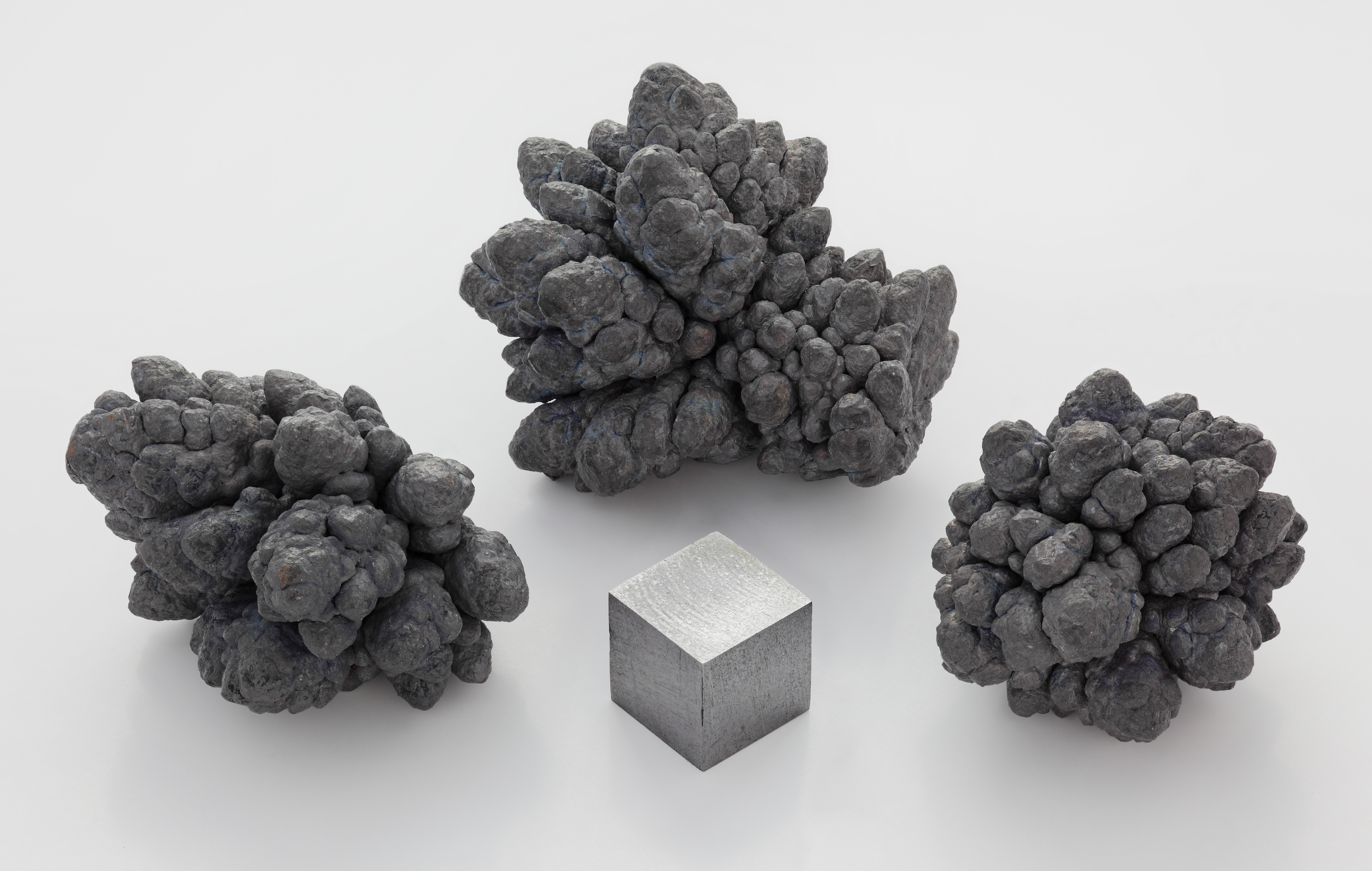
Plomb 82Pb.
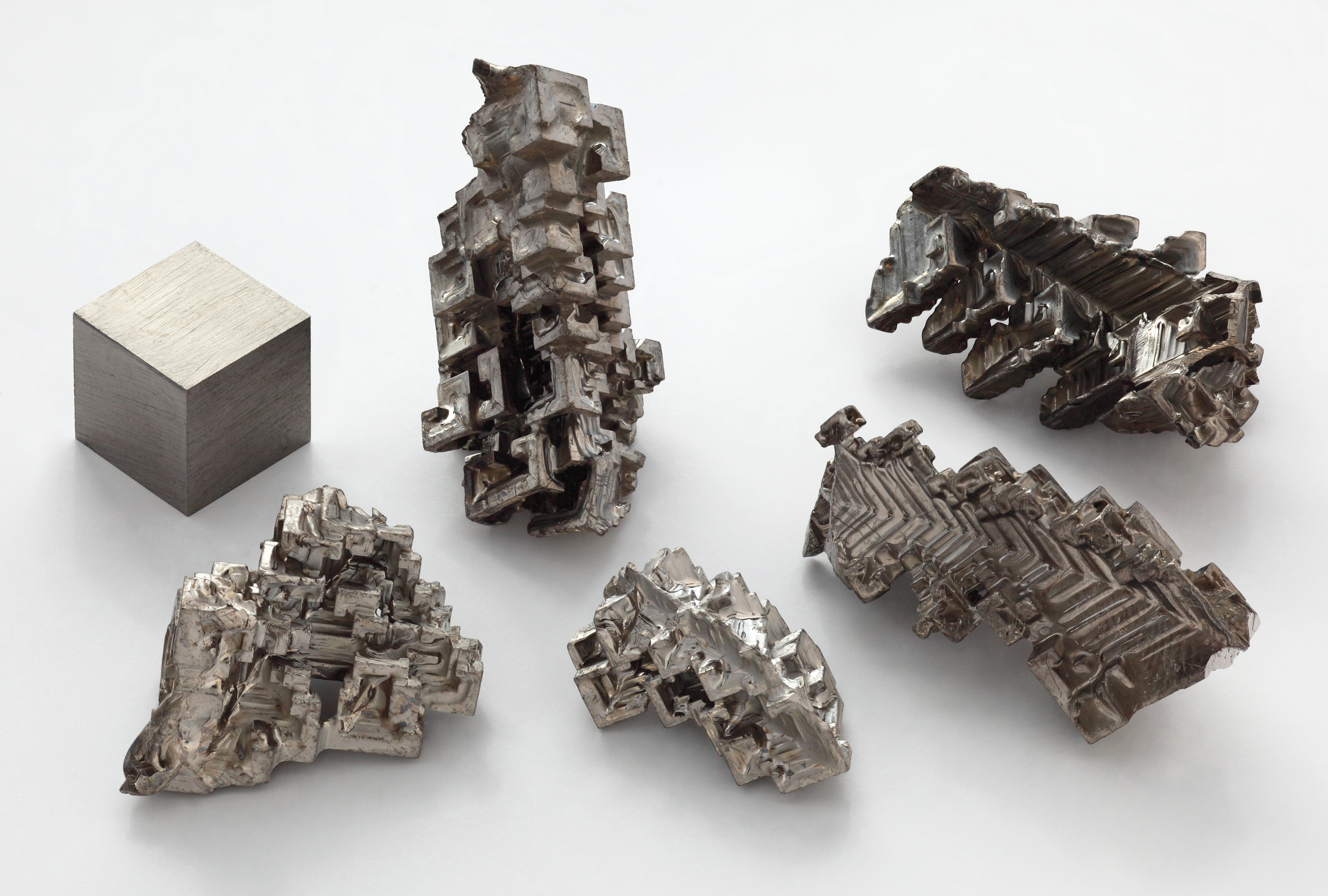
Bismuth 83Bi.

## Propriétés
Le tableau ci-dessous résume quelques propriétés physiques des métaux pauvres ; les données relatives au flérovium figurent à titre indicatif et proviennent toutes de calculs sur la base des modèles numériques existants, :
| Élément   | Masse atomique | Température de fusion | Température d'ébullition | Masse volumique | Rayon atomique | Configuration électronique[7] | Énergie d'ionisation | Électronégativité (Pauling) |
| --------- | -------------- | --------------------- | ------------------------ | --------------- | -------------- | ----------------------------- | -------------------- | --------------------------- |
| Aluminium | 26,981 538 5 u | 660,32 °C             | 2 519 °C                 | 2,70 g·cm-3     | 143 pm         | [Ne] 3s2 3p1                  | 577,5 kJ·mol-1       | 1,61                        |
| Zinc      | 65,38(2) u     | 419,53 °C             | 907 °C                   | 7,14 g·cm-3     | 134 pm         | [Ar] 4s2 3d10                 | 906,4 kJ·mol-1       | 1,65                        |
| Gallium   | 69,723(1) u    | 29,771 °C             | 2 204 °C                 | 5,91 g·cm-3     | 135 pm         | [Ar] 4s2 3d10 4p1             | 578,8 kJ·mol-1       | 1,81                        |
| Cadmium   | 112,414(4) u   | 321,07 °C             | 767 °C                   | 8,65 g·cm-3     | 151 pm         | [Kr] 5s2 4d10                 | 867,8 kJ·mol-1       | 1,69                        |
| Indium    | 114,818(1) u   | 156,60 °C             | 2 072 °C                 | 7,31 g·cm-3     | 167 pm         | [Kr] 5s2 4d10 5p1             | 558,3 kJ·mol-1       | 1,78                        |
| Étain     | 118,710(7) u   | 231,93 °C             | 2 602 °C                 | 7,27 g·cm-3     | 140 pm         | [Kr] 5s2 4d10 5p2             | 708,6 kJ·mol-1       | 1,96                        |
| Mercure   | 200,592(3) u   | −38,83 °C             | 357 °C                   | 13,53 g·cm-3    | 151 pm         | [Xe] 6s2 4f14 5d10            | 1 007,1 kJ·mol-1     | 2,00                        |
| Thallium  | 204,383 5 u    | 304 °C                | 1 473 °C                 | 11,85 g·cm-3    | 170 pm         | [Xe] 6s2 4f14 5d10 6p1        | 589,4 kJ·mol-1       | 1,62                        |
| Plomb     | 207,2(1) u     | 327,46 °C             | 1 749 °C                 | 11,34 g·cm-3    | 175 pm         | [Xe] 6s2 4f14 5d10 6p2        | 715,6 kJ·mol-1       | 1,87                        |
| Bismuth   | 208,980 40 u   | 271,40 °C             | 1 564 °C                 | 9,78 g·cm-3     | 156 pm         | [Xe] 6s2 4f14 5d10 6p3        | 703 kJ·mol-1         | 2,02                        |
| Polonium  | [209]          | 254 °C                | 962 °C                   | 9,40 g·cm-3     | 168 pm         | [Xe] 6s2 4f14 5d10 6p4        | 812,1 kJ·mol-1       | 2,0                         |
| Flérovium | [289]          | 67 °C                 | 147 °C                   | 14 g·cm-3       | 180 pm         | [Rn] 7s2 5f14 6d10 7p2        | 823,9 kJ·mol-1       | —                           |